# Pauilhac
Pauilhac é uma comuna francesa na região administrativa de Occitânia, no departamento de Gers. Estende-se por uma área de 25,27 km². Em 2010 a comuna tinha 661 habitantes (densidade: 26,2 hab./km²).